# Anna von Böhmen (Österreich)

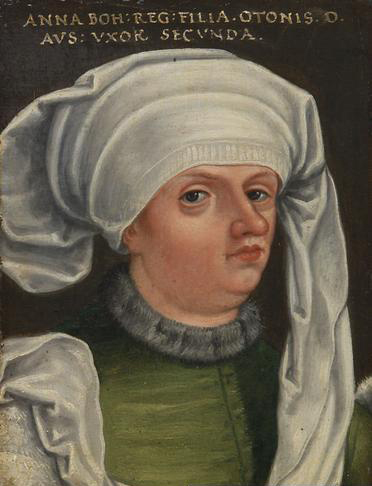
Porträt Annas von Anton Boys

Anna von Böhmen (auch Anna von Luxemburg; * 27. März 1323 in Cham (Oberpfalz); † 3. September 1338) war eine  Herzogin von Österreich.
Anna entstammte dem Haus Luxemburg. Sie war eine Tochter des Königs Johann von Böhmen und dessen erster Gattin Elisabeth. Als sich die Habsburger mit Böhmen aussöhnten, wurde die erst zwölfjährige Anna zur Bekräftigung dieser Einigung am 16. Februar 1335 in Znaim mit Otto dem Fröhlichen, Herzog von Österreich, Steiermark und Kärnten, verheiratet, dessen erste Gemahlin Elisabeth von Niederbayern 1330 verstorben war. Die Ehe von Anna und Otto dauerte nur drei Jahre, da Anna 1338 im Alter von erst 15 Jahren verstarb. Sie hatte ihrem Gatten keine Kinder geboren. Ihre letzte Ruhestätte fand sie im Zisterzienserkloster Neuberg im Mürztal.